# Martes zibellina obscura
Martes zibellina obscura es una subespecie de  mamíferos carnívoros  de la familia Mustelidae,  subfamilia Mustelinae.

## Distribución geográfica
Se encuentra en la Siberia central.